# ادرارآور شبه‌تیازید
ادرارآور شبه‌تیازید یا دیورتیک شبه‌تیازید (به انگلیسی: Thiazide-like diuretic)، یک ادرارآور سولفونامیدی است که دارای خواص فیزیولوژیکی مشابه یک دیورتیک تیازیدی است، اما خواص شیمیایی یک تیازید را ندارد، زیرا فاقد ساختار مولکولی بنزوتیادی‌آزین است.
مثال‌ها عبارت‌اند از متولازون و کلرتالیدون.
برخی، مانند اینداپامید، دیورتیک‌های شبه‌تیازیدی محسوب می‌شوند، اما لزوماً مکانیسم یکسانی ندارند.